# Lingue gran barito
Le Lingue gran barito formano un sottogruppo di lingue del ramo Lingue maleo-polinesiache del gruppo Lingue austronesiane. Il sottogruppo viene ripartito in 4 raggruppamenti per un totale di 33 lingue:
- Lingue barito-mahakam : 2 lingue,
- Lingue barito occidentali : 5 lingue,
- Lingue barito orientali : 18 lingue, tra cui le  differenti  lingue malgasce del Madagascar.
- Lingue sama-bajaw : 8 lingue

Occorre dire che questa divisione non è universalmente accettata, vi sono linguisti come Malcolm Ross ed Adelaar per i quali non esiste un gruppo gran barito, ed i gruppi barito orientale,  barito-mahakam e  barito occidentale, formano sottogruppi diversi del gruppo di Lingue maleo-polinesiache occidentali.